# Chińska Republika Ludowa na Letnich Igrzyskach Olimpijskich 1992
Chińską Republikę Ludową na Letnich Igrzyskach Olimpijskich 1992 reprezentowało 244 sportowców, którzy zdobyli 54 medale, w tym 16 złotych.

## Zdobyte medale
| Medal                | Zawodnik | Konkurencja                             |
| badminton            | badminton | badminton                               |
| -------------------- | --- | --------------------------------------- |
| Srebro               | Guan Weizhen Nong Qunhua                                                                                         | debel kobiet                            |
| Brąz                 | Huang Hua | singel kobiet                           |
| Brąz                 | Tang Jiuhong | singel kobiet                           |
| Brąz                 | Lin Yanfen Yao Fen                                                                                               | debel kobiet                            |
| Brąz                 | Li Yongbo Tian Bingyi                                                                                            | debel mężczyzn                          |
| gimnastyka sportowa  | |                                         |
| Złoto                | Li Xiaoshuang | ćwiczenia na podłodze mężczyzn          |
| Złoto                | Lu Li | ćwiczenia na poręczach kobiet           |
| Srebro               | Lu Li | ćwiczenia na równoważni kobiet          |
| Srebro               | Li Xiaoshuang Li Jing Guo Linyao Li Chunyang Li Dashuang Li Ge Fan Hongbin                                       | wielobój drużynowo mężczyzn             |
| Srebro               | Li Jing | ćwiczenia na poręczach mężczyzn         |
| Srebro               | Li Jing | ćwiczenia na obręczach mężczyzn         |
| Brąz                 | Guo Linyao | ćwiczenia na poręczach mężczyzn         |
| Brąz                 | Li Xiaoshuang | ćwiczenia na obręczach mężczyzn         |
| judo                 | |                                         |
| Złoto                | Zhuang Xiaoyan                                                                                                   | +72 kg kobiet                           |
| Brąz                 | Li Zhongyun | -52 kg kobiet                           |
| Brąz                 | Zhang Di | -61 kg kobiet                           |
| koszykówka           | |                                         |
| Srebro               | Cong Xuedi Li Xin Liu Jun Wang Fang Zheng Dongmei Zheng Haixia Peng Ping Li Dongmei Liu Qing Zhan Shuping He Jun | turniej kobiet                          |
| lekkoatletyka        | |                                         |
| Złoto                | Chen Yueling | chód na 10 000 m kobiet                 |
| Srebro               | Huang Zhihong | pchnięcie kulą kobiet                   |
| Brąz                 | Li Chunxiu | chód na 10 000 m kobiet                 |
| Brąz                 | Qu Yunxia | bieg na 1 500 m kobiet                  |
| łucznictwo           | |                                         |
| Srebro               | Ma Xiangjun Wang Hong Wang Xiaozhu                                                                               | drużynowy turniej kobiet                |
| pływanie             | |                                         |
| Złoto                | Yang Wenyi | 50 m stylem dowolnym kobiet             |
| Złoto                | Zhuang Yong | 100 m stylem dowolnym kobiet            |
| Złoto                | Qian Hong | 100 m stylem motylkowym kobiet          |
| Złoto                | Lin Li | 200 m stylem zmiennym kobiet            |
| Srebro               | Zhuang Yong | 50 m stylem dowolnym kobiet             |
| Srebro               | Lin Li | 400 m stylem zmiennym kobiet            |
| Srebro               | Lin Li | 200 m stylem klasycznym kobiet          |
| Srebro               | Wang Xiaohong | 200 m stylem motylkowym kobiet          |
| Srebro               | Zhuang Yong Lu Bin Yang Wenyi Le Jingyi                                                                          | sztafeta 4×100 m stylem dowolnym kobiet |
| podnoszenie ciężarów | |                                         |
| Srebro               | Lin Qisheng | -52 kg mężczyzn                         |
| Srebro               | Liu Shoubin | -56 kg mężczyzn                         |
| Brąz                 | Luo Jianming | -56 kg mężczyzn                         |
| Brąz                 | He Yingqiang | -60 kg mężczyzn                         |
| skoki do wody        | |                                         |
| Złoto                | Sun Shuwei | skoki z platformy 10-metrowej mężczyzn  |
| Złoto                | Gao Min | skoki z trampoliny 3-metrowej kobiet    |
| Złoto                | Fu Mingxia | skoki z platformy 10-metrowej kobiet    |
| Srebro               | Tan Liangde | skoki z trampoliny 3-metrowej mężczyzn  |
| Brąz                 | Xiong Ni | skoki z platformy 10-metrowej mężczyzn  |
| strzelectwo          | |                                         |
| Złoto                | Wang Yifu | pistolet pneumatyczny 10 m mężczyzn     |
| Złoto                | Zhang Shan | skeet mieszany                          |
| Srebro               | Wang Yifu | pistolet dowolny 50 m mężczyzn          |
| Srebro               | Li Duihong | pistolet sportowy 25 m kobiet           |
| szermierka           | |                                         |
| Srebro               | Wang Huifeng | floret indywidualnie kobiet             |
| tenis stołowy        | |                                         |
| Złoto                | Lü Lin Wang Tao                                                                                                  | debel mężczyzn                          |
| Złoto                | Deng Yaping | singiel kobiet                          |
| Złoto                | Deng Yaping Qiao Hong                                                                                            | debel kobiet                            |
| Srebro               | Qiao Hong | singiel kobiet                          |
| Srebro               | Chen Zihe Gao Jun                                                                                                | debel kobiet                            |
| Brąz                 | Ma Wenge | singiel mężczyzn                        |
| wioślarstwo          | |                                         |
| Brąz                 | Gu Xiaoli Lu Huali                                                                                               | dwójka podwójna kobiet                  |
| zapasy               | |                                         |
| Brąz                 | Sheng Zetian | -57 kg w stylu klasycznym mężczyzn      |
| żeglarstwo           | |                                         |
| Srebro               | Zhang Xiaodong                                                                                                   | klasa windsurfing kobiet                |